# Pedro y Pablo
Pedro y Pablo es un dúo de folk rock y canción protesta argentino compuesto por Miguel Cantilo y Jorge Durietz, creado en 1967, y considerados como unos de los pioneros del rock argentino.

## Historia
La historia del dúo se remonta a 1967, cuando Miguel Cantilo y Jorge Durietz forman un conjunto de rock llamado "Los Cronopios"; al año siguiente cambian su nombre a Pedro y Pablo, dueto que se da a conocer gracias a su combinación de rock acústico con poesía mordaz, y eventualmente letras de clara denuncia social, y que llegaría a ser uno de los más importantes de la Argentina en su tipo, conocidos por ser los creadores de temas como «Yo vivo en esta ciudad», «Catalina Bahía», «La marcha de la bronca», «¿Dónde va la gente cuando llueve?», «Apremios ilegales», «Padre Francisco» o «Que sea al sol», entre otros.
Miguel Cantilo y Jorge Durietz se presentaban haciendo covers de The Beatles en fiestas como un trío vocal (junto a Guillermo Cerviño). En el verano de 1968 viajaron a Punta del Este, Uruguay, donde organizaban "zapadas" en las playas.

Al rato se nos juntaban como 50 personas alrededor nuestro. Ahí nos empezamos a avivar de que algo pasaba
Miguel Cantilo

.
Comenzaron a cantar públicamente en "La Fusa", café bar de Punta del Este, el cual contó con una mítica y recordada sucursal en Buenos Aires.
Luego volvieron a la Argentina para grabar el simple con los temas "Yo vivo en esta ciudad / Los caminos que no sigue nadie" (1970). Aún no tenían bien decidido el nombre del dúo: «Si le poníamos Jorge y Miguel parecía nombre de coiffeurs; si le poníamos nuestros apellidos, no quedaba bien porque no se usaba. Había una onda de poner nombres históricos y entonces elegimos Pedro y Pablo, primero porque tenía que ver con la Biblia, después porque tenía que ver con un libro de moda en las librerías, y después porque tenía que ver con Pedro y Pablo Picapiedras.»
Líderes del folk contestatario, el dúo tuvo su primer gran éxito masivo con la canción  «La marcha de la bronca» (tema incluido en el primer álbum) con el cual ganaron el "Segundo Festival de la Música Beat", y luego con «Catalina Bahía», compuesto por Cantilo para su novia de se entonces. El álbum Conesa del año 1972, editado por el sello Trova, fue presentado en el Festival B.A. Rock I, ante casi 20.000 espectadores.
Entre los años 1973 y 1975 las presentaciones fueron esporádicas, ya que Miguel Cantilo estaba abocado a un proyecto hard rock (resabio de su pasión por Led Zeppelin), el cual se cristalizó en el disco Miguel Cantilo y Grupo Sur (1975). Por aquel entonces Cantilo se radicó, primero en la colonia hippie patagónica de El Bolsón, y luego en España. Sin embargo, llegaron a grabar Apóstoles, disco que sería archivado, y lanzado recién en 1981.

### La censura
En el año 1976, Miguel Cantilo se exilia fuera de la Argentina porque gran parte de su repertorio de canciones era censurado por los militares.
Se fue a Colombia y se radicaría en España, más precisamente a las Islas Baleares, donde formó la banda Miguel Cantilo y Punch. A principios de la década de 1980, regresó a la Argentina con su grupo Punch, editando consecuentemente dos álbumes por el sello Sazam, además del postergado Apóstoles, disco de Pedro y Pablo grabado en 1975, con músicos de La Cofradía de la Flor Solar, y que no había visto la luz en su momento.

### Retorno
Poco tiempo después, alrededor de 1982 y en pleno proceso de descomposición del golpe de Estado, autodenominado Proceso de Reorganización Nacional, tras la Guerra de las Malvinas, regresan Pedro y Pablo (bajo el nombre de Cantilo-Durietz), con excelente respuesta por parte del público, participando del festival "B.A. Rock '82", y llenando Obras Sanitarias en tres conciertos; allí presentaron el nuevo disco de estudio, tras 10 años de paréntesis: Contracrisis, al que luego le siguieron sendos álbumes en vivo: Pedro y Pablo en vivo (1982), y Pedro y Pablo en gira (1984).
Actualmente Jorge Durietz aún toca como invitado en recitales de Miguel Cantilo, sin embargo el dúo no existe desde hace años. Jorge Durietz dice:

Es muy difícil que volvamos a juntarnos. Somos muy amigos pero en lo musical la distancia es grande, él tomó el camino del folclore y yo uno más tanguero. En general, los regresos musicales se hacen por dinero, pero es mucho más valioso el recuerdo de lo que fue que la intención de revivirlo. Cada cosa tiene su tiempo, su momento en la historia. El dúo brilló en los 70 y tuve una vuelta en los 80. Volver sería como forzarse a revivir una relación.
Jorge Durietz.

Al recordar aquellos años y compararlos con la actualidad, Miguel Cantilo opina:

Creo que todavía se siente un corte entre los músicos pre y post dictadura. Después de tantas canciones cargadas de poesía y fuerte contenido ideológico se buscó la antítesis: no enviar mensajes a través de las letras. Eso empobreció mucho a nuestra música. Recién ahora se le está volviendo a dar importancia al texto: lo hacen la Bersuit, Las Manos de Filippi, Palo Pandolfo y algunos otros".
Miguel Cantilo.

### Shows en los años 80
Cantilo regresó al país acompañado por Punch a principios de los 80, llegando a editar un par de álbumes, con una propuesta mayormente volcada hacia el pop de corte new wave, pero el discreto éxito, sumado a la posibilidad de rearmar el dúo, desmoronó este proyecto, volviendo al ruedo con Pedro y Pablo, aunque bajo el nombre Cantilo-Durietz para evitar la censura, considerablemente laxa, pero aún vigente durante los últimos estertores de la dictadura.
En 1982 participaron del Festival de la Solidaridad Latinoamericana, evento para el cual retomaron su antigua denominación, acompañados por la banda de Cantilo: Punch. Del mismo modo ese mismo año lanzan un nuevo álbum de estudio, Contracrisis, en el cual se destacan temas como "Señora violencia e hijos", "Ánimo che" o "La legión interior". El éxito acompañó al dúo a lo largo de una extensa gira nacional, durante la cual registraron un álbum en vivo.
Al separarse nuevamente e intentar recomenzar las carreras solistas perdieron todo poder de convocatoria, al punto que Corazón sudamericano (1985), último disco del dúo, pasó casi totalmente desapercibido.
Pese a ello siguieron las presentaciones, por ejemplo tocaron en San Isidro (Gran Buenos Aires) en 1989-
Además, Miguel Cantilo participó, junto a Punch; y junto a Raúl Porchetto, León Gieco y Piero, tocando en el "Buenos Aires Rock de 1982", entre otros temas, "El rey lloró", "Gente del futuro" y "Sólo le pido a Dios".

### Últimos encuentros
Hacia comienzos de 1995, regresaron nuevamente a los escenarios, para interpretar los temas clásicos y sus nuevas composiciones solistas, acompañados por Sufián Cantilo (teclados), Anael Cantilo (bajo) y Rubén Fernández (batería y percusión).
En el año 2013, la versión argentina de la revista Rolling Stone, consideró que el segundo trabajo discográfico del dúo,Conesa de 1972; fuera posicionado en el puesto número 39, de los 100 mejores álbumes del rock argentino.
En ese mismo año hicieron un pequeño tour por Israel.
El 9 de junio de 2016 en el show de Miguel Cantilo en el Centro Cultural Konex ocurrió una breve reunión del dúo sobre la mitad del show y al cierre del mismo. Recientemente han anunciado la edición de nuevo material elaborado en conjunto, lo que confirma la reunión oficial del mismo.
Finalmente, en mayo de 2024, el dúo comunicó en sus redes sociales el advenimiento de un nuevo álbum de canciones "apuntado a configurar retratos y semblanzas del ser argentino, homenajes a oficios y caracteres sociales utilizando desde ritmos autóctonos hasta la impronta “rockera” que identificó buena parte de su cancionero".

## Discografía oficial

### Álbumes de estudio

#### Yo vivo en esta ciudad(1970)
Lista de temas

Todas las canciones escritas y compuestas por Miguel Cantilo, excepto donde se indica. 
| Yo vivo en esta ciudad |                                     |               |          |  |
| N.º                    | Título                              | Escritor(es)  | Duración |  |
| 1.                     | «¿Dónde va la gente cuando llueve?» |               | 4:47     |  |
| 2.                     | «Con ropa de varón»                 |               | 2:40     |  |
| 3.                     | «La quimera del confort»            |               | 3:34     |  |
| 4.                     | «Asociación Modelos Argentinas»     |               | 2:52     |  |
| 5.                     | «Vivimos, paremos»                  |               | 3:00     |  |
| 6.                     | «Johnny Bigote»                     |               | 3:16     |  |
| 7.                     | «Guarda con la rutina»              |               | 4:10     |  |
| 8.                     | «Marcha de la bronca»               |               | 3:49     |  |
| 9.                     | «Che, ciruja»                       |               | 2:29     |  |
| 10.                    | «Andando a caballo»                 | Jorge Durietz | 2:51     |  |
| 11.                    | «Los perros homicidas»              |               | 2:31     |  |
| 12.                    | «Yo vivo en esta ciudad»            |               | 3:01     |  |
| 39:09                  |                                     |               |          |  |

Bonus Track's en la reedición de CD

Todas las canciones escritas y compuestas por Miguel Cantilo, excepto donde se indica. 
| Yo vivo en esta ciudad - Bonus Tracks |                                         |                               |          |  |
| N.º                                   | Título                                  | Escritor(es)                  | Duración |  |
| 13.                                   | «Los caminos que no sigue nadie»        |                               | 3:05     |  |
| 14.                                   | «En este mismo instante»                |                               | 3:39     |  |
| 15.                                   | «Pueblo nuestro que estás en la Tierra» |                               | 3:39     |  |
| 16.                                   | «Tiempo de guitarra»                    |                               | 2:52     |  |
| 17.                                   | «Catalina Bahía»                        |                               | 4:37     |  |
| 18.                                   | «Solo cambiando tu mente»               |                               | 4:00     |  |
| 19.                                   | «Caen la tarde y los hombres»           |                               | 3:06     |  |
| 20.                                   | «Tu soledad»                            | Jorge Durietz                 | 3:16     |  |
| 21.                                   | «Candombe del más allá»                 | Miguel Cantilo - Daniel Russo | 3:15     |  |
| 32:21                                 |                                         |                               |          |  |

#### Conesa(1972)
Lista de temas

Todas las canciones escritas y compuestas por Miguel Cantilo, excepto donde se indica. 
| Conesa |                           |               |          |  |
| N.º    | Título                    | Escritor(es)  | Duración |  |
| 1.     | «Padre Francisco»         |               | 4:59     |  |
| 2.     | «Blues del éxodo»         |               | 3:45     |  |
| 3.     | «Canción del ser»         |               | 4:38     |  |
| 4.     | «El barco pálido»         |               | 4:40     |  |
| 5.     | «Instrucciones»           | Jorge Durietz | 2:48     |  |
| 6.     | «El Bolsón de los Cerros» |               | 3:50     |  |
| 7.     | «Apremios ilegales»       |               | 3:38     |  |
| 8.     | «Catalina Bahía»          |               | 5:05     |  |
| 9.     | «El alba del estío»       | Jorge Durietz | 2:53     |  |
| 36:22  |                           |               |          |  |

#### Contracrisis(1982)
Lista de temas

Todas las canciones escritas y compuestas por Miguel Cantilo, excepto donde se indica. 
| Contracrisis |                                                           |                                      |          |  |
| N.º          | Título                                                    | Escritor(es)                         | Duración |  |
| 1.           | «La legión interior»                                      |                                      | 4:59     |  |
| 2.           | «Oceánico latir»                                          | Jorge Durietz                        | 2:52     |  |
| 3.           | «Mi fantasma y yo»                                        |                                      | 7:01     |  |
| 4.           | «Deberías estar descalza»                                 | Jorge Durietz                        | 3:38     |  |
| 5.           | «Energía y materia»                                       |                                      | 4:11     |  |
| 6.           | «Ánimo, che»                                              |                                      | 4:32     |  |
| 7.           | «Contracrisis»                                            |                                      | 4:10     |  |
| 8.           | «Loco carnaval de estar bien»                             |                                      | 3:12     |  |
| 9.           | «Ganas, amor y tiempo»                                    |                                      | 5:56     |  |
| 10.          | «Señora Violencia e hijos (dedicado a Margaret Thatcher)» | Miguel Cantilo - Piero de Benedictis | 4:12     |  |
| 44:29        |                                                           |                                      |          |  |

En 1982 (gobierno del dictador Galtieri) se "reeditó" el primer LP, con la censura de La marcha de la bronca. Johhny bigote y Los perros homicidas, agregándose en reemplazo Catalina bahía, Los caminos que no sigue nadie, En este mismo instante y Tiempo de guitarra, todos del segundo LP.

### Álbumes en vivo

#### Pedro y Pablo en vivo(1982)
Lista de temas

Todas las canciones escritas y compuestas por Miguel Cantilo, excepto donde se indica. 
| Pedro y Pablo en vivo |                                                           |                                      |          |  |
| N.º                   | Título                                                    | Escritor(es)                         | Duración |  |
| 1.                    | «La Marcha de la Bronca»                                  |                                      | 3:52     |  |
| 2.                    | «Yo Vivo en Esta Ciudad»                                  |                                      | 3:00     |  |
| 3.                    | «Tiempo de Guitarra»                                      |                                      | 3:00     |  |
| 4.                    | «Blues del Éxodo»                                         |                                      | 3:30     |  |
| 5.                    | «Que Sea el Sol»                                          |                                      | 5:48     |  |
| 6.                    | «La Legión Interior»                                      |                                      | 4:58     |  |
| 7.                    | «Señora Violencia e Hijos (dedicado a Margaret Thatcher)» | Miguel Cantilo - Piero de Benedictis | 4:15     |  |
| 8.                    | «Catalina, Bahía»                                         |                                      | 5:53     |  |
| 9.                    | «La Gente del Futuro»                                     |                                      | 4:50     |  |
| 41:12                 |                                                           |                                      |          |  |

#### Pedro y Pablo en gira(1984)
1. Caen la noche y los hombres
2. Padre Francisco
3. Ganas, amor y tiempo
4. Apremios ilegales
5. La jungla tropical
6. Energía y materia
7. Pueblo nuestro que estás en la Tierra
8. La guerra en este mismo instante
9. Chicuelo tropical
10. Barco pálido

### Simples

#### ¿Dónde va la gente cuando llueve? / Guarda con la rutina(1970)
Lista de temas

Todas las canciones escritas y compuestas por Miguel Cantilo. 
| N.º  | Título                              | Escritor(es) | Duración |  |
| 1.   | «¿Dónde va la gente cuando llueve?» |              | 4:47     |  |
| 2.   | «Guarda con la rutina»              |              | 4:10     |  |
| 8:57 |                                     |              |          |  |

#### Marcha de la bronca / Vivimos, paremos(1970)
Lista de temas

Todas las canciones escritas y compuestas por Miguel Cantilo. 
| N.º  | Título                | Escritor(es) | Duración |  |
| 1.   | «Marcha de la Bronca» |              | 3:49     |  |
| 2.   | «Vivimos, paremos»    |              | 3:00     |  |
| 6:59 |                       |              |          |  |

#### Yo vivo en esta ciudad / Los caminos que no sigue nadie(1970)
Lista de temas

Todas las canciones escritas y compuestas por Miguel Cantilo. 
| N.º  | Título                           | Escritor(es) | Duración |  |
| 1.   | «Yo vivo en esta ciudad»         |              | 3.01     |  |
| 2.   | «Los caminos que no sigue nadie» |              | 3:05     |  |
| 6:06 |                                  |              |          |  |

#### Marcha de la bronca / Donde va la gente cuando llueve(en vivo) (1982)
Lista de temas

Todas las canciones escritas y compuestas por Miguel Cantilo. 
| N.º  | Título                              | Escritor(es) | Duración |  |
| 1.   | «Marcha de la bronca»               |              | 4:10     |  |
| 2.   | «¿Dónde va la gente cuando llueve?» |              | 4:47     |  |
| 8:57 |                                     |              |          |  |